# 割竹形石棺
割竹形石棺（わりたけがたせっかん）とは、古墳時代の棺の一種である。

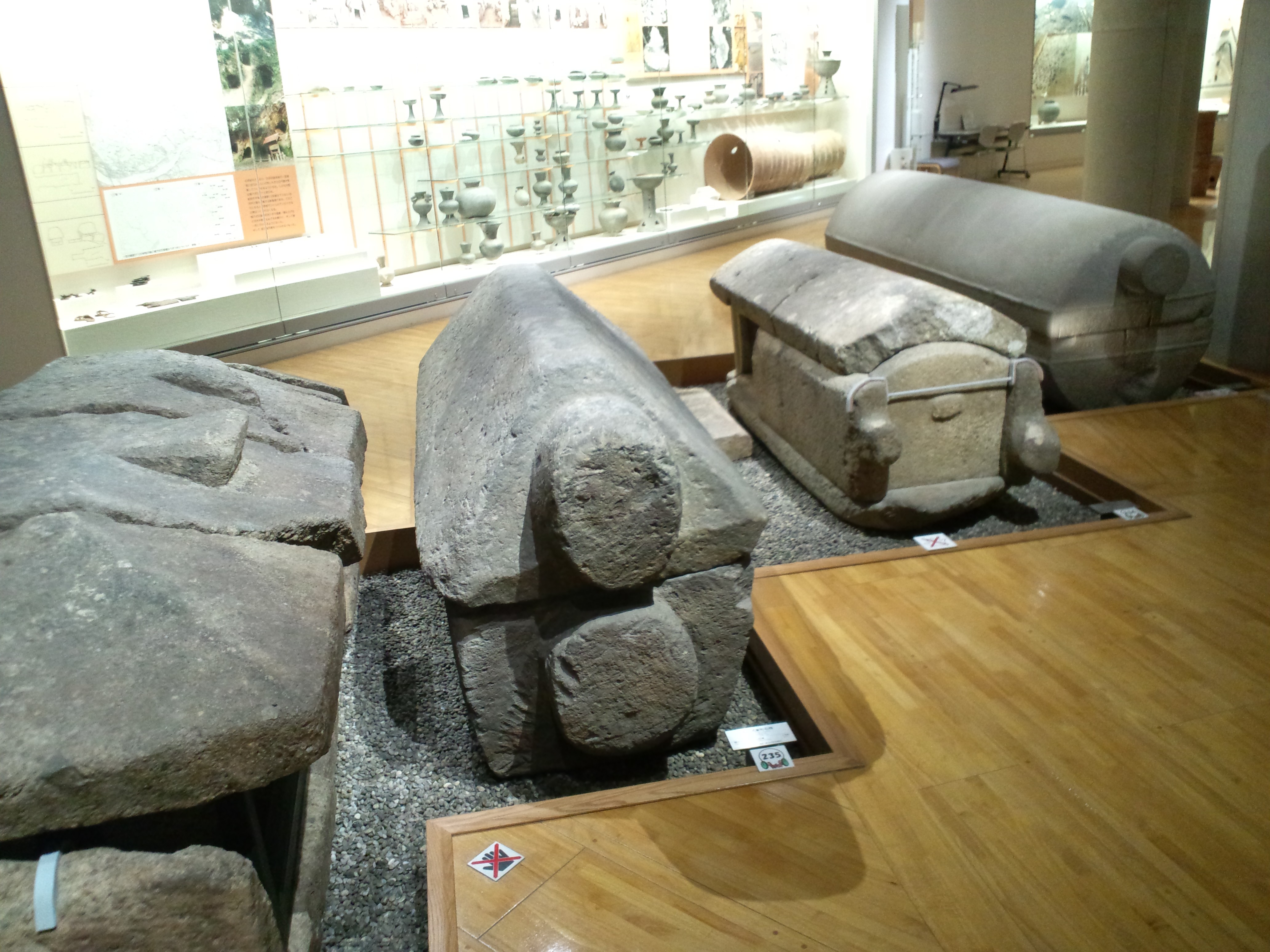
安福寺石棺（一番奥、復元）
大阪府立近つ飛鳥博物館

## 概要
刳抜式の割竹形木棺を真似て造られたものであり、断面は円形で、両端を垂直に切ってある。そこに縄架け突起を付けたり、内部に石枕を造り出したりしている。長さは2～3mのものが多い。4世紀（古墳時代前期）に出現し、香川県などで造られた。その変容形が舟形石棺であり、それに先行して使用されたと推定されている。

## 割竹形石棺の例
- 快天山古墳（香川県丸亀市綾歌町栗熊東に所在する前方後円墳）の三棺。
- 安福寺所在石棺（大阪府柏原市、玉手山3号墳から出土したと伝えられる）